# Spinaethorax spinotricosus
Spinaethorax spinotricosus es una especie de colémbolo de la familia Neelidae y especie tipo del género Spinaethorax. Mide entre 0.5 y 0.7 mm y fue descubierto en el estado de Campeche, en México.